# 日本電気硝子
日本電気硝子株式会社（にっぽんでんきがらす 英: Nippon Electric Glass Co., Ltd.）は、滋賀県大津市に本社をおくガラス製造事業者である。日経平均株価の構成銘柄の一つ。
フラットパネルディスプレイ (FPD) 用ガラス市場において、世界シェアの約20％を占めており、米国のコーニング、日本のAGCとともに、3社で市場全体の90％以上のシェアを有している。

## 沿革
- 1944年 - 日本電気などが出資して発足する。
- 1949年 - 日本電気から分離して独立する。
- 1951年 - ダンナーマシンを導入して管ガラス製造を開始する。
- 1956年 - 大型タンク炉を設置してガラス溶解によるガラス生産を開始する。
- 1965年 - 白黒テレビ用ブラウン管、1968年にカラーテレビブラウン管、それぞれ製造を開始する。以後耐熱結晶ガラス、建築用ガラスブロックなど電気製品のガラスを多く製造して特殊ガラスのトップブランドとなる。
- 1973年 - 東証と大証でそれぞれ第2部市場に上場する。
- 1983年 - 東証と大証で第1部銘柄に指定替えする。
- 1987年 - TFT液晶用のアルカリ板ガラス、CCDカバーガラスなどの製造を開始する。
- 1998年 - リサイクル法の実施に伴い回収されたテレビブラウン管のガラスリサイクルシステムが完成する。
- 2006年 - 環境省の自主参加型国内排出量取引制度 (JVETS) でCO2排出枠を国内で初めて売買し、200トン分を船井総合研究所へ販売した。
- 2010年2月3日 - 日本電気は保有する当社株6482万8000株を売却して議決権比率が11.3%となり、日本電気の持分法適用関連会社から外れる。
- 2013年2月5日 - 日本電気は保有する当社株を売却して主要株主から外れる[5]。
- 2022年 - ロゴマークを変更

## 歴代社長
| 代 | 氏名     | 就任日     | 退任日     | 備考 |
| -- | -------- | ---------- | ---------- | ---- |
| １ | 伊藤修   | 1949年12月 | 1963年11月 |      |
| ２ | 小森茂   | 1963年11月 | 1973年11月 |      |
| ３ | 長崎準一 | 1973年11月 | 1985年6月  |      |
| ４ | 岸田清作 | 1985年6月  | 1996年6月  |      |
| ５ | 森哲次   | 1996年6月  | 2003年6月  |      |
| ６ | 井筒雄三 | 2003年6月  | 2009年6月  |      |
| ７ | 有岡雅行 | 2009年6月  | 2015年3月  |      |
| ８ | 松本元春 | 2015年3月  | 2023年3月  |      |
| ９ | 岸本暁   | 2023年3月  | 現職       |      |

## 主力製品・事業
ディスプレイ用ガラス
- 液晶ディスプレイ用ガラス
- 有機エレクトロルミネッセンスディスプレイ (OLED) 用ガラス

ガラスファイバ
- 樹脂強化用ガラスファイバ
- セメント強化用ガラスファイバ

電子部品用ガラス
- 電子デバイス用ガラス
- 光関連ガラス

建築・耐熱・その他
- 建築用ガラス
- 耐熱ガラス
- 太陽光パネル用ガラス
- 照明・薬事用・その他

## 主要事業所

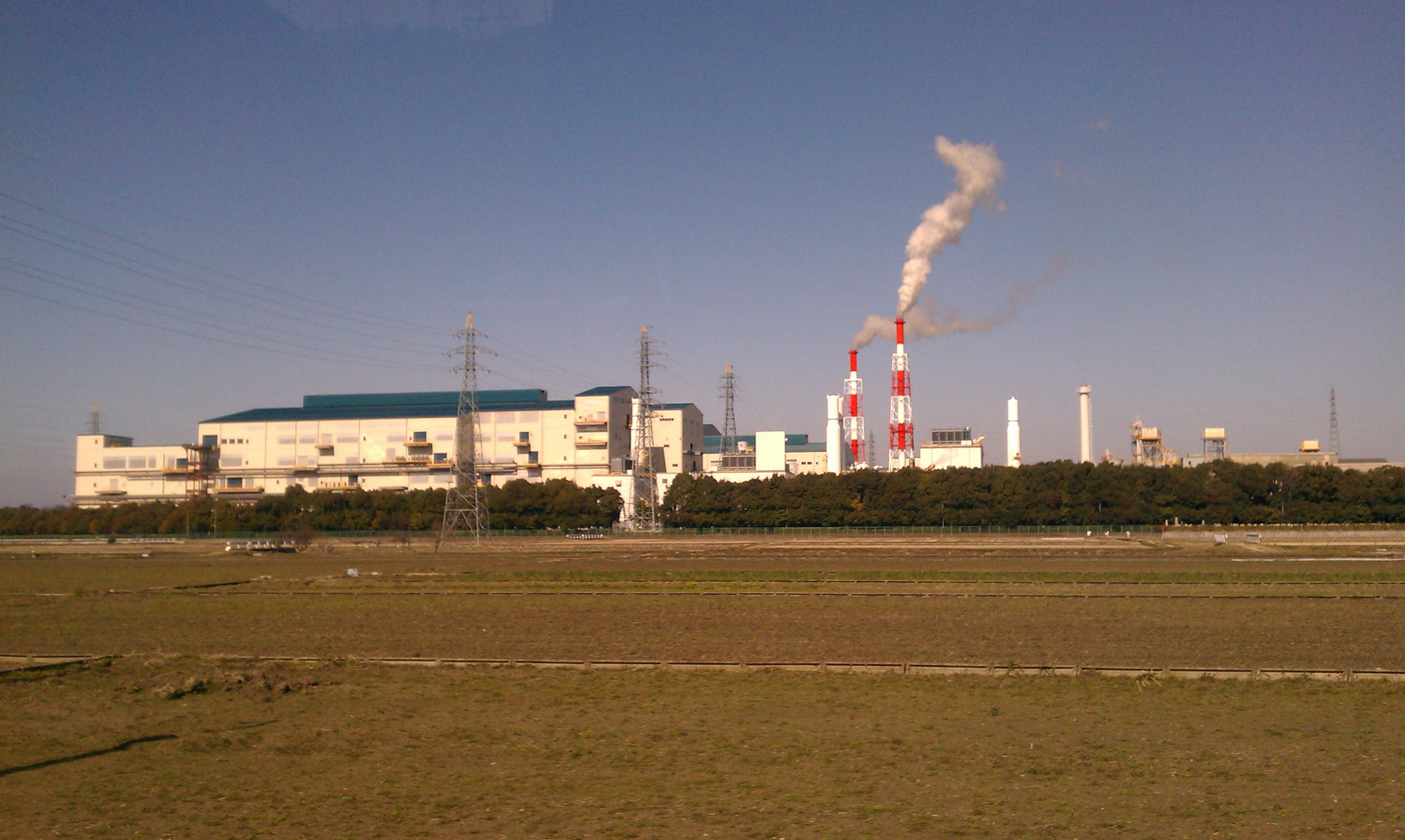
能登川事業場

- 本社・大津事業場 - 滋賀県大津市晴嵐二丁目7番1号
- 滋賀高月事業場 - 滋賀県長浜市高月町高月1979
- 能登川事業場 - 滋賀県東近江市今町906
- 精密ガラス加工センター - 滋賀県草津市笠山1丁目4-37
- 営業所 - 大阪市、東京都港区

## 主要関係会社

### 国内グループ企業
- LTCCマテリアルズ株式会社
- 電気硝子建材株式会社
- 日電硝子加工株式会社
- 電気硝子ユニバーサポート株式会社
- ニューマンパワーサービス株式会社
- 株式会社電気硝子物流サービス
- エスジーエスエンジニアリング株式会社
- 株式会社電気硝子技術情報センター
- 電気硝子ビジネスサポート株式会社

### 海外グループ企業
- Nippon Electric Glass (Malaysia) Sdn. Bhd.（マレーシア）
- Techneglas LLC（米国）
- Nippon Electric Glass America, Inc.（米国）
- 坡州電気硝子株式会社/Paju Electric Glass Co., Ltd.（韓国）
- 台湾電気硝子股份有限公司/Nippon Electric Glass Taiwan Co., Ltd.（台湾）
- 電気硝子（上海）有限公司/Electric Glass (Shanghai) Co., Ltd.（中国）
- 電気硝子（広州）有限公司/Electric Glass (Guangzhou) Co., Ltd.（中国）
- 電気硝子（厦門）有限公司/Electric Glass (Xiamen) Co., Ltd.（中国）
- 電気硝子（南京）有限公司 Electric Glass (Nanjing) Co., Ltd.（中国）
- Electric Glass Fiber America, LLC （米国）
- Electric Glass Fiber UK, Ltd. （英国）
- Nippon Electric Glass Europe GmbH （ドイツ）